# Viola alpigena
Viola alpigena är en violväxtart som beskrevs av Chatenier. Viola alpigena ingår i släktet violer, och familjen violväxter. Inga underarter finns listade i Catalogue of Life.